# Eva Gedin
Eva Karin Bergervall Gedin (Härnösand, 28 marzo 1963) è un'editrice svedese.

## Biografia
Eva Gedin è nata a Härnösand, figlia dell'insegnante Hans Gedin e della traduttrice Lena Fries-Gedin, nonché nipote dell'editore Per Gedin, insieme a sua sorella Jessika Gedin ha fondato le case editrici Koala Press e Tivoli Publishing. È attiva nel settore dell'editoria dalla metà degli anni '80 in diversi ruoli sia nei club letterari che tra riviste ed editoriali.
Nel 1995 ha iniziato a lavorare presso il gruppo editoriale Norstedts, dove dal 2009 è diventata la direttrice editoriale responsabile della narrativa. È, tra le altre cose, editrice di P.O. Enquist e Agneta Pleijel, così come la trilogia di Millennium di Stieg Larsson e la continuazione della serie scritta da David Lagercrantz. Nel 2016 ha assunto la presidenza della Associazione degli Editori Svedesi dopo Eva Bonnier.